# Franceline (pomme de terre)
La 'Franceline' est une variété cultivée de pomme de terre, aux tubercules oblongs allongés, à la peau rouge et à la chair jaune. 
Issue d'un croisement 'Nicola' x 'Arka', cette variété a été inscrite au catalogue français en 1993.
Son nom d'origine était 'Francine', mais en raison d'une marque commerciale de même nom, elle a été renommée 'Franceline'.